# Église de la Sainte-Parascève de Mušnikovo
Pour les articles homonymes, voir Église de la Sainte-Parascève.
L'église de la Sainte-Parascève de Mušnikovo (en serbe cyrillique : Црква свете Петке ; en serbe latin : Crkva svete Petke ; en albanais : Kisha e Shën Premtes në Mushnikovë) est une église orthodoxe serbe située à Mushnikovë/Mušnikovo, au Kosovo, dans la commune/municipalité de Prizren/Prizren. Elle a été construite en 1563 et 1564. Elle dépend de l'éparchie de Ras-Prizren et est inscrite sur la liste des monuments culturels d'importance exceptionnelle de la république de Serbie ; elle figure également sur la liste des monuments culturels du Kosovo.

## Présentation
L'église, aujourd'hui dédiée à la Saint-Parascève, domine le village de Mushnikovë/Mušnikovo. Elle a été construite et peinte en 1563-1564 et était à l'époque dédicacée aux apôtres Pierre et Paul ; elle a été profondément modifiée au milieu du XIXe siècle : l'édifice fut élargi et la façade fut dotée d'un pignon à gradins. La maçonnerie originelle est constituée de pierres taillées, sans décoration particulière ; l'église est prolongée d'un chevet à trois pans.
À l'intérieur se trouvent deux niches utilisées pour le rite, un autel et une prothèse (annexe de l'autel). Un petit nombre des fresques d'origine a été conservé, notamment une représentation de saint Pierre et saint Paul embrassés, dont le style révèle la main d'un peintre crétois et faisant partie de la première iconostase créée pour l'église. Un autre maître du même atelier crétois, de talent moindre, a réalisé les peintures de l'autel.
L'église a été restaurée en 1962 ; à cette occasion, les pignons du toit ont été recouverts de dalles de pierre.